# A Nemzet Sportvárosa
A Nemzet Sportvárosa cím állami elismerés, amelyet 1994 és 1998 között évente három városnak adományoztak. Azóta egyszer, 2003-ban osztották ki a díjat.

## Kitüntetett települések
Az 1994 és 2003 közötti időszakban összesen 17 település nyerte el a kitüntető címet:
- 1994: Debrecen, Körmend, Szarvas;
- 1995: Paks, Sopron, Tiszaújváros;
- 1996: Bük, Szentes, Zalaegerszeg;
- 1997: Békéscsaba, Kaposvár, Százhalombatta;
- 1998: Dunaújváros, Hódmezővásárhely, Kazincbarcika.
- 2003-ban újra meghirdették a pályázatot. A 77 beérkezett pályázat közül Szombathely és Vác városát választotta ki a Gyermek-, Ifjúsági és Sportminisztérium által megbízott 10 tagú testület.